# Emil Condurachi
Emil Condurachi (n. 3 ianuarie 1912, Scânteia, Iași – d. 16 august 1987, București) a fost un istoric și arheolog român.Istoric al antichității și arheolog; specialist în istoria și arheologia greco- romană, din zona litoralului de vest și de nord al Marii Negre și din alte zone și centre mai îndepărtate ale lumii elene și ale Imperiului Roman. Acesta a scris studii remarcabile privind istoria celor trei colonii grecești de pe coasta dobrogeană a Pontului Euxin,interpretate  pentru prima oară În era noastră. În spiritul materialismului istoric, raporturile bilaterale dintre greci și băștinași in Dobrogea. A evidențiat rolul jucat de factorul economic și social-politic in dezvoltarea societății omenești În antichitate teritoriul de azi al României. Importante sunt și cercetările privind stăpanirea romană în regiunea Dunării de Jos. O serie de studii reconstituie istoria orașului Histria, de la Întemeiere și până  în epoca romano-bizana. Contribuții În domeniul artei și religiei greco-române, dar mai ales În cel al numismaticii entice și bizantine, tratând  probleme legate de vechimea și circulația monedelor emise În orașele pontice, precum și de unele aspecte ale economiei și schimburilor monetare. 

## Viața și activitatea
Emil Condurachi s-a născut în com. Scînteia, jud. Iași, la 3 ianuarie 1912 și a urmat studiile secundare și universitare tot aici. Cariera sa este marcată de prestigiu, întrucât, printre altele, acesta a fost membru titular (1955) al Academiei Române, bursier al Școlii române din Roma între anii 1935-1937, doctor în istorie (din 1938), membru al Școlii române din Franța (1938-1939), director al Institutului de Arheologie București (1956-1970), precum și vicepreședinte al Uniunii Academice internaționale (din 1967).Membru al școlii române din Roma (1935-1937), apoi al Școlii române din Franța (1938-1939).  Asistent la Catedră de arheologie a Universității din Iași (1932-1940). Profesor de numismatică la Școală superioară de arhivistică din București (1940-1947). Profesor titular de istorie veche arheologie la Universitatea din  București în 1940). Directorul Institutului de arheologie București (1956-1970). Secretar general al Asociației de studii sud-est europene (din 1963) și vice-președinte al Uniunii Academice internaționale (din 1967). Redactor responsabil la revistele: Dacia (1957-1970), Studii și cercetări de istorie veche (1956 1970), și Studii și cercetări de numismatică (1960-1971). Conducătorul șantierului arheologic Histria (1949-1970). Membru corespondent (din 1948) și titular din 195) al Academiei R.S.R. ; membru al Academiei de științe sociale și politice (1970); Președinte al Societății numismatice române din 1958 ; Doctor honoris causa al Universității din Bruxelles. ,,Om de știință de merit'' , laureat al Premiului de stat. Medalia de aur  Sf. Chiril și Metodiu" (R. P. Bulgaria), comandor al ,,Ordinului Merito de la Republica italiană" , Roma. Participant la numeroase congrese internaționale de istorie veche și arheologie.
A fost căsătorit cu Florica (1909-1977), sora lui Grigore Moisil. Este tatăl lui Zoe Petre.

## Distincții
- Ordinul Muncii clasa a II-a (31 decembrie 1956) „cu prilejul împlinirii a 90 de ani de la înființarea Societății Academice Romîne, pentru merite deosebite in muncă”[3]
- Ordinul „Steaua Republicii Populare Romîne” clasa a IV-a (12 august 1959) „pentru activitate rodnică în dezvoltarea științei și culturii din Republica Populară Romînă”[4]
- titlul de Om de Știință Emerit al Republicii Populare Romîne (18 august 1964) „pentru merite deosebite în activitatea științifică”[5]
- Ordinul „Meritul Cultural” clasa a II-a (7 mai 1981) „pentru rezultatele obținute în îndeplinirea cincinalului 1976–1980, pentru contribuția deosebită adusă la înfăptuirea politicii Partidului Comunist Român de făurire a societății socialiste multilateral dezvoltate în patria noastră, cu prilejul aniversării a 60 de ani de la făurirea Partidului Comunist Român”[6]

## Lucrări publicate

### Cărți
- Histria. Monografie arheologică - 2 vol. (București, vol. I - 1954; vol. II - 1966)
- Histria - 2 vol. (București, vol. I - 1959; vol.2 - 1962)
- Istoria României (București, 1960)
- Monuments archéologiques de Roumanie (București, 1960)
- L'archéologie roumaine au XXe siècle (București, 1963)
- La Roumanie (Genèva, Nagel, 1972) - în colaborare cu Constantin Daicoviciu
- Harta arheologică a României (București, 1972) - în colaborare cu Vl. Dumitrescu și M.D. Matei
- Curs de istorie romană, Fasc. I: Istoria Romei regale și republicane (București, 1974)
- Curs de istoria Orientului Antic, Fasc.I: Orientul Apropiat mileniile III-II î.e.n. (București, 1977)

### Articole
- I monumenti cristiani nell' Illirico, Ephemeris Dacoromana, în Annuario della Scuola Romena di Roma, 9, 1938, 118 p.
- Il culto di Asclepio nelle provincie balcaniche dell'Impero, în Atti del V Congresso di Studi Romani, a c. di C. Galassi Paluzzi, Roma, 1939, vol. I, p. 441-452.
- Gordien et Serapis sur les monnaies pontiques, în CNA, 13, 110-111, 1938, p. 33-37.
- Isis-Afrodite. Beiträge zu einer Ikonographie des alexandrinischen Synkretismus, în BSH, 21, 1939, p. 33-53.
- Le “Grand Dieu” sur les monnaies d'Odessos, în Revue Numismatique, (Paris), seria 2e, 4, 1940, p. 1-20.
- Les idées politiques de Zosime, în Revista clasică, 13-14, 1941-1942, p. 115-127.
- La politique financière de l'empereur Julien, în BSH, 22, 1941, p. 85-143.
- La rèforme monètaire de l'Empereur Aurélien, în RHSEE, 22, 1945, p. 138-146.
- Autour des imitations pontiques des monnaies d'Alexandre le Grand, în RHSEE 23, 1946, p. 217-224.
- Frământări politice și sociale la Istros în preajma anului 400 î.e.n., în BStA-Ist, 1,1949, 2, p. 117-126.
- Cu privire la raporturile dintre Augustus și Cotison, în Studii, 1, 1948, 2, p. 230-234.
- Coloniile grecești din Pontul Stâng și lupta lor împotriva cotropirii romane, în BStA-Ist., 2, 1950, p. 67-76.
- Vechi monete pontice și importanța lor, în BStA-Ist., 2, 1950, p. 13-26.
- Cu privire la raporturile dintre autohtoni și greci în așezările sclavagiste din Dobrogea, în SCIV, 2, 1951, 2, p. 45-60.
- Cu privire la constituirea teritoriului rural a orașului Histria și funcția sa social-economică, în BStA-Ist, 4, 1952, p. 59-69.
- Burebista și orașele pontice, în SCIV, 4, 1953, p. 515-523.
- Problèmes économiques et sociaux d'Histria à la lumière des dernières recherches, în NEH, 1, 1955, p. 71-84.
- Der Beitrag der Münzfunde von Istros zur Kenntnis der Waren und Geldumlaufes an der unterer Donau im vorrömisches Zeitraum, în Wissenschaftliche Annalen, Berlin, 6, Heft, 5, 1957, p. 289-304.
- Vasile Pârvan. 1882-1927, Dacia, NS, I, 1957, p.9-40.
- Problema schimbului de marfă și schimbului în bani în imperiul roman, sec. IV-V e. n., în AUB-Ist., 9, 1957, P.15-26.
- Tib.Plautius Aelianus și strămutarea transdanubienilor în Moesia, în SCIV, 1958,1, p.119-130.
- Histria romano-byzantine à la lumière des dernières recherches, în Dacia, NS, I, 1957, p.245-263.
- La constituzione Antoniniana e la sua applicazione nell' Impero Romano, înDacia, NS, 2, 1958, p.281-312.
- Il periodo ellenistico in Dobrugia alla luce degli scavi archeologici di Histria, în ACME, Milono, 11, 1958, 1-3, p.7-28.
- Autour de la reforme monetaire de Polycrate, în Athena, Eum, Pavia, NS, 36, fasc.3, 1959, p.238-247.
- Contribuții la studiul epocii arhaice la Histria, în Omagiu lui Constantin Daicoviciu, București,1960, p.107-116.
- Les statères de Cyzique et les routes commerciales du Hellespont au Danube, Eirene,Praga, 1, 1960, p.61-67.
- Un problème d' Etat au IVe siècle: les délations, NEH, 2, 1960, p.83-90.
- La genèse des sujets de chasse des “tondi Adrianei” de l’arc de Constantin, în Atti del settimo Congresso internazionale di archeologia Classica, Roma, 2, 1961, p.451-459.
- Unele probleme ale sfârșitului orânduirii sclavagiste în istoriografia contemporană, SCIV, 12, 1961, 1, p.35-53.
- Contributi allo studio della scultura pontica in éta imperiale romana, ActArhHung, 10, 1962, fasc.1-3, p.33-43.
- Influences grecques et romaines dans les Balkans, en Hongrie et en Pologne, în VIIIe Congrès International d’Archéologie Classique, Paris, 1963, p.317-332.
- Problema apariției ceramicii Latène în regiunea Dunării de Jos, SCIV, 16, 1965, 1, p.43-50.
- Relations entre les Grecs et la population autochtone du Bas-Danube à la lumière des dernières dècouvertes archéologiques, în Die Kultur Südosteuropas, München, 1964, p.25-44.
- Beiträge zur Frage der ländlichen Bevölkerung in der römischen Dobrudscha, în Corolla Memoriae Erich Swoboda dedicata, Graz-Köln, 5, 1966, p.95-104.
- Nouvelles recherches sur le “limes” byzantin du Bas-Danube aux Xe-XIe siècle, în XIIIth International Congres of Byzantine Studies, Oxford, 1966.
- Neue Probleme und Ergebnisse der Limesfaschung in Scythia Minor, în Studien zu den Militärgrenzen Roms, Köln-Graz, 1967, p.162-176.
- Nouvelles recherches sur l'organisation du limes romain aux bouches du Danube, în Actes du VIIe Congrès du limes romain, Tel-Aviv, 1967.
- Hotărnicii în provincia romană a Dalmației, SCIV, 19, 1968, 4, p. 587-596.
- I rapporti tra Greci e indigeni nella regione del Ponto Eussino, în Atti dell VII Congresso Internazionale “Magna Graecia” Taranto, 1968.
- Dunărea în orizontul geografic antic, SCIV, 20, 4, 1969, p.533-540.
- Izvoarele greco-latine asupra etnogenezei vechilor populații balcanice, SCIV, 20, 1969, 3, p. 369-391.
- Kotys, Rome et Abdère, Latomus, Bruxelles, 29, 3, 1970, p.581-594.
- L'expérience pontique, în Sources archéologiques de la civilisation européene, AIESEE, București, 1970, p.183-193.
- La romanité orientale, NEH, IV, 1970, p.7-22, (în colaborare cu Gheorghe Ștefan).
- Sguardo storico sul problema dei rapporti tra Bisanzio e la Romania VIII Corso, Ravenna, 1970, p.155-165.
- Problema unor basilici creștine de la Histria și Callatis, Pontica, 4, 1971, p.173-189.
- La romanizzatione della Dacia e della Scizia Minore, Accademia Nazionale dei Lincei, CCCLXXI, 1974, 27, p.63-78.
- Classis Flavia Moesica au Ier siècle de n. è., în Actes du IXe Congrès International d'Études sur les Frontières Romaines (Mamaia, 6-13 septembrie 1972), București-Köln-Viena, 1974, p. 84-88.
- Tradition et innovation dans la pensée juridique de Léon le Sage, RRH, 13, 2, 1974, p. 335-340.
- Quelques maisons byzantines des villes pontiques, în Studies in memory of David Talbot Rice, Edinburgh UP, 1978, p. 171-183.
- Le syncrétisme religieux en Dacie, în Les syncrétismes dans les religions de l’Antiquité, Colloque de Besançon (22-23 oct 1973), Leiden, 1975, p. 186-199.
- Burébista, successeur du programme politique de Mithridate VI Eupathor, în ActaArhHung, 26, 1978, 1-2, p. 7-14.
- Un exemple d'interculturalité: le Sud-Est européen au Ier millénairre avant notre ère, în Diogene, 111, p. 116-140.
- L’Europe de l’Est, aire de convergence des civilisations, în Rapports I, Grands Thèmes et méthodologie. XV Congrès International des Sciences historiques, București, 1980, p. 9-87 - în colaborare cu Răzvan Theodorescu.